# Japan Railways

Logo JR

Mapa podziału terytorialnego grupy JR: JR Hokkaido (jasnozielony), JR East (ciemnozielony), JR Central (pomarańczowy), JR West (ciemnoniebieski), JR Shikoku (jasnoniebieski), JR Kyushu (czerwony); JR Freight operuje w całym kraju

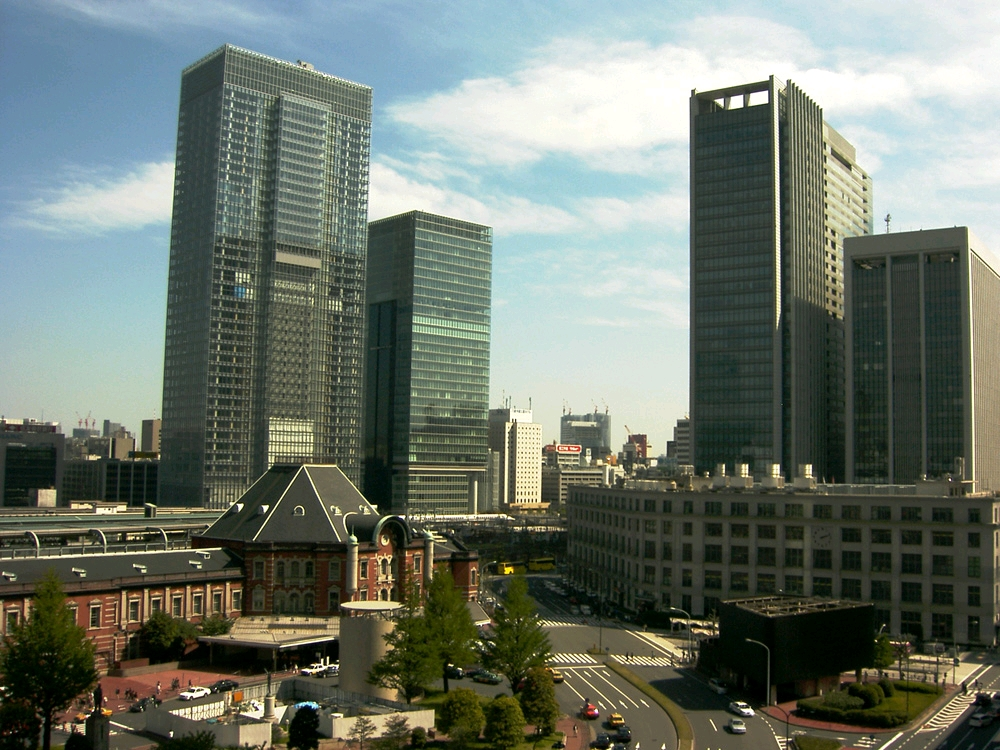
Dworzec Tōkyō

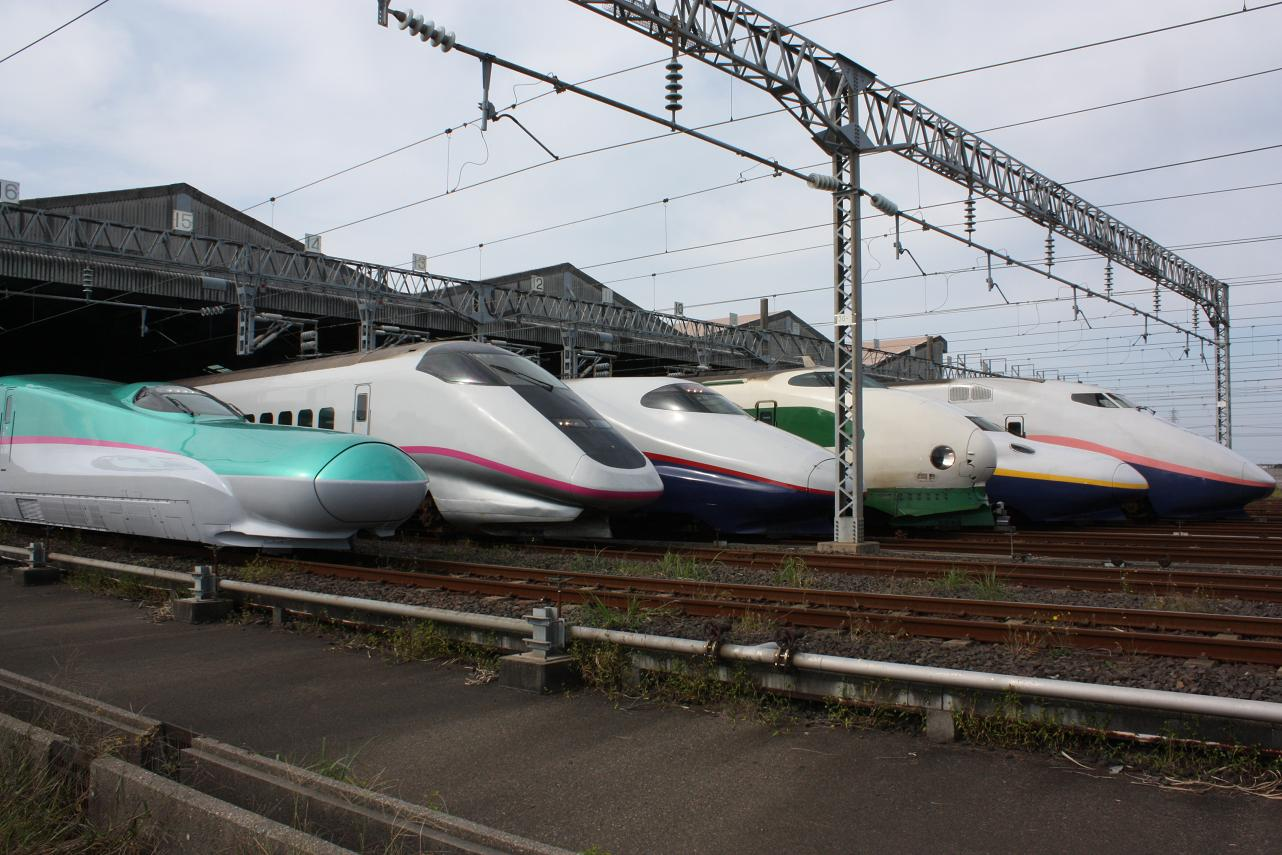
JR East Shinkansen serii 200~E5

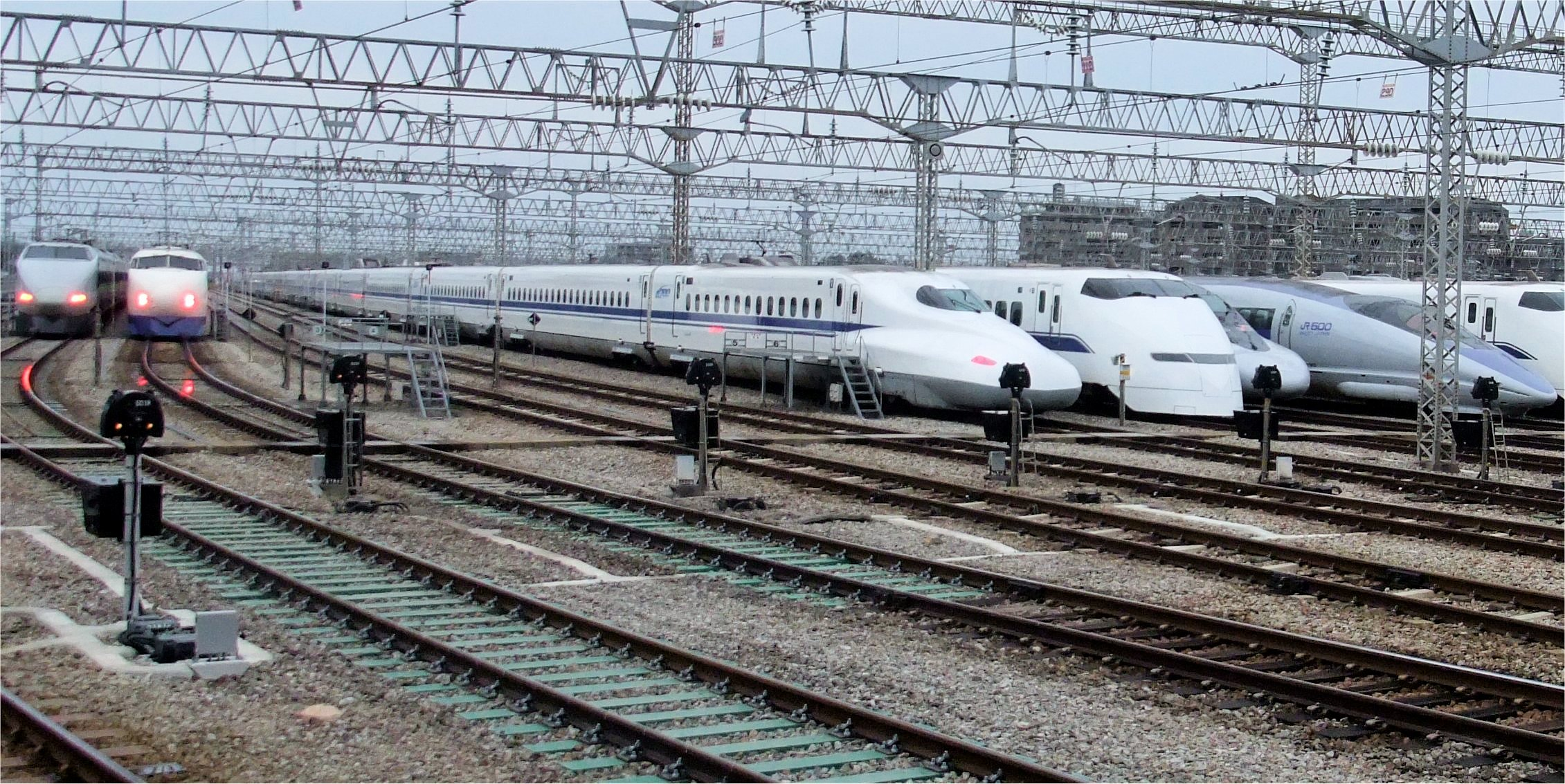
JR Central, West Shinkansen serii 0~N700

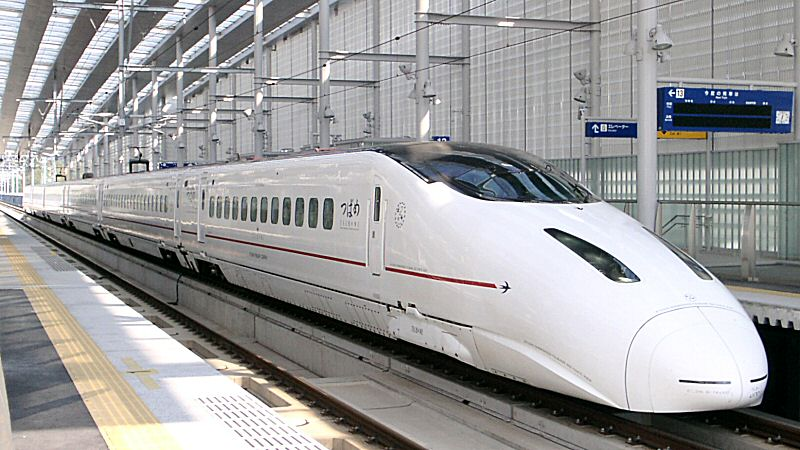
JR Kyūshū Shinkansen serii 800

Japan Railways (JR) – jest subsydiowaną przez rząd grupą prywatnych firm, które przejęły w 1987 roku większość aktywów i operacji państwowych Japońskich Kolei Państwowych (日本国有鉄道, Nippon Kokuyū Tetsudō, Japanese National Railways), w skrócie (国鉄, Kokutetsu lub JNR).
Koleje japońskie to termin określający sieć linii kolejowych, prowadzonych przez upaństwowione w 1907 roku przedsiębiorstwa działające najpierw pod kontrolą Instytutu Kolei (Railway Institute), następnie Ministerstwa Kolei, Ministerstwa Transportu i Łączności. W czasie II wojny światowej szereg linii JNR rozebrano, przeznaczając stal na cele przemysłu zbrojeniowego. W 1947 roku JNR zostały na polecenie amerykańskich władz okupacyjnych upaństwowione. Nowe JNR odniosło w tym okresie wiele sukcesów, łącznie z uruchomieniem linii dużych prędkości Shinkansen. W 1987 roku zadłużenie JNR przekroczyło 200 mld dolarów USA. W roku 1987 decyzją parlamentu sieć sprywatyzowano i podzielono na szereg firm, określając ją jako grupa Koleje Japońskie (Japan Railway Group).
Większość torów ma rozstaw 1067 mm.

## Skład grupy JR

### Koleje pasażerskie
- East Japan Railway Company (東日本旅客鉄道, Higashi-Nihon Ryokaku Tetsudō, w skrócie: JR East, JR東日本, JR Higashi-Nihon, zatr. 58 550 (2015), 17 mln pasażerów dziennie (2014), siedziba główna w Tokio[1]
- West Japan Railway Company (西日本旅客鉄道, Nishi-Nihon Ryokaku Tetsudō, w skrócie: JR West, JR西日本, JR Nishi-Nihon, zatr. 29 152, 5,2 mln pasażerów dziennie (2017), siedziba główna w Osace[2]
- Central Japan Railway Company (東海旅客鉄道, Tōkai Ryokaku Tetsudō, w skrócie: JR Central, JR東海, JR Tōkai, Nagoja
- Hokkaido Railway Company (北海道旅客鉄道, Hokkaidō Ryokaku Tetsudō, w skrócie: JR Hokkaido, JR北海道, JR Hokkaidō)[3], Sapporo
- Shikoku Railway Company (四国旅客鉄道, Shikoku Ryokaku Tetsudō, w skrócie: JR Shikoku, JR四国, JR Shikoku, Takamatsu
- Kyushu Railway Company (九州旅客鉄道, Kyūshū Ryokaku Tetsudō, w skrócie: JR Kyushu, JR九州, JR Kyūshū, Fukuoka

### Koleje towarowe
- Japan Freight Railway Company (日本貨物鉄道, Nihon Kamotsu Tetsudō, w skrócie: JR Freight, JR貨物, JR Kamotsu[4], Tokio

### Inne instytucje
- Railway Technical Research Institute (鉄道総合技術研究所, Tetsudō Sōgō Gijutsu Kenkyūjo, w skrócie: RTRI, 鉄道総研, Tetsudō Sōken) utw. w 1986 r.[5], Tokio
- JR Hotel Group (JRホテルグループ, JR Hoteru Gurūpu) utw. w 1987 r.[6]

## Chronologia
- 1872 – otwarcie pierwszej linii kolejowej pomiędzy ówczesną stacją Shimbashi (obecnie Shiodome) w Tokio a ówczesną stacją Jokohama (obecnie jest to stacja Sakuragichō)
- 1907 – przejęcie przez rząd 17 prywatnych kolei
- 1914 – otwarcie dworca w Tokio
- 1927 – inauguracja tokijskiego metra
- 1949 – powstanie Japanese National Railways (JNR), 日本国有鉄道, Nihon Kokuyū Tetsudō, Japońskich Kolei Państwowych
- 1987 – sprywatyzowanie JNR i przekształcenie w 11 samodzielnych firm